# Deportivo Alavés
Deportivo Alavés, S.A.D. ali na kratko Alavés je španski nogometni klub iz mesta Vitoria-Gasteiz v provinci Álava. Ustanovljen je bil leta 1921 in trenutno igra v La Ligi, 1. španski nogometni ligi.
Z domačih tekmovanj ima Alavés 4 naslove prvaka 2. lige (1929/30, 1953/54, 1997/98, 2015/16), 4 naslove prvaka 2. B lige (1992/93, 1993/94, 1994/95, 2012/13) in 6 naslovov prvaka 3 lige (1940/41, 1960/61, 1964/65, 1967/68, 1973/74, 1989/90). Z evropskih tekmovanj pa je zaenkrat edini vidnejši uspeh Alavésa osvojitev naslova podprvaka evropskega pokala leta 2001, ko je bil v finalu z zlatim golom boljši Liverpool (4-5).
Domači stadion Alavésa je Mendizorrotza, ki sprejme 19,840 gledalcev. Barvi dresov sta modra in bela. Vzdevek nogometašev je Babazorros

## Rivalstvo
Alavés ima rivalstvo z drugimi baskovskimi klubi, kot so Athletic Bilbao, Eibar, Osasuna in Real Sociedad.